# Кубок Кремля 2003
Кубок Кремля 2003 года — ежегодный профессиональный теннисный турнир в серии международной серии ATP для мужчин и 1-й категории WTA для женщин. Турнир традиционно проводился на закрытых хардовых кортах в московском спорткомплексе «Олимпийский». Мужской турнир проводился в 14-й раз, женский — в 8-й.
Соревнования прошли с 29 сентября по 5 октября.
Прошлогодние победители:
- мужской одиночный разряд —  Поль-Анри Матьё
- женский одиночный разряд —  Магдалена Малеева
- мужской парный разряд —  Роджер Федерер /  Максим Мирный
- женский парный разряд —  Елена Дементьева /  Жанетт Гусарова

## Соревнования

### Мужчины

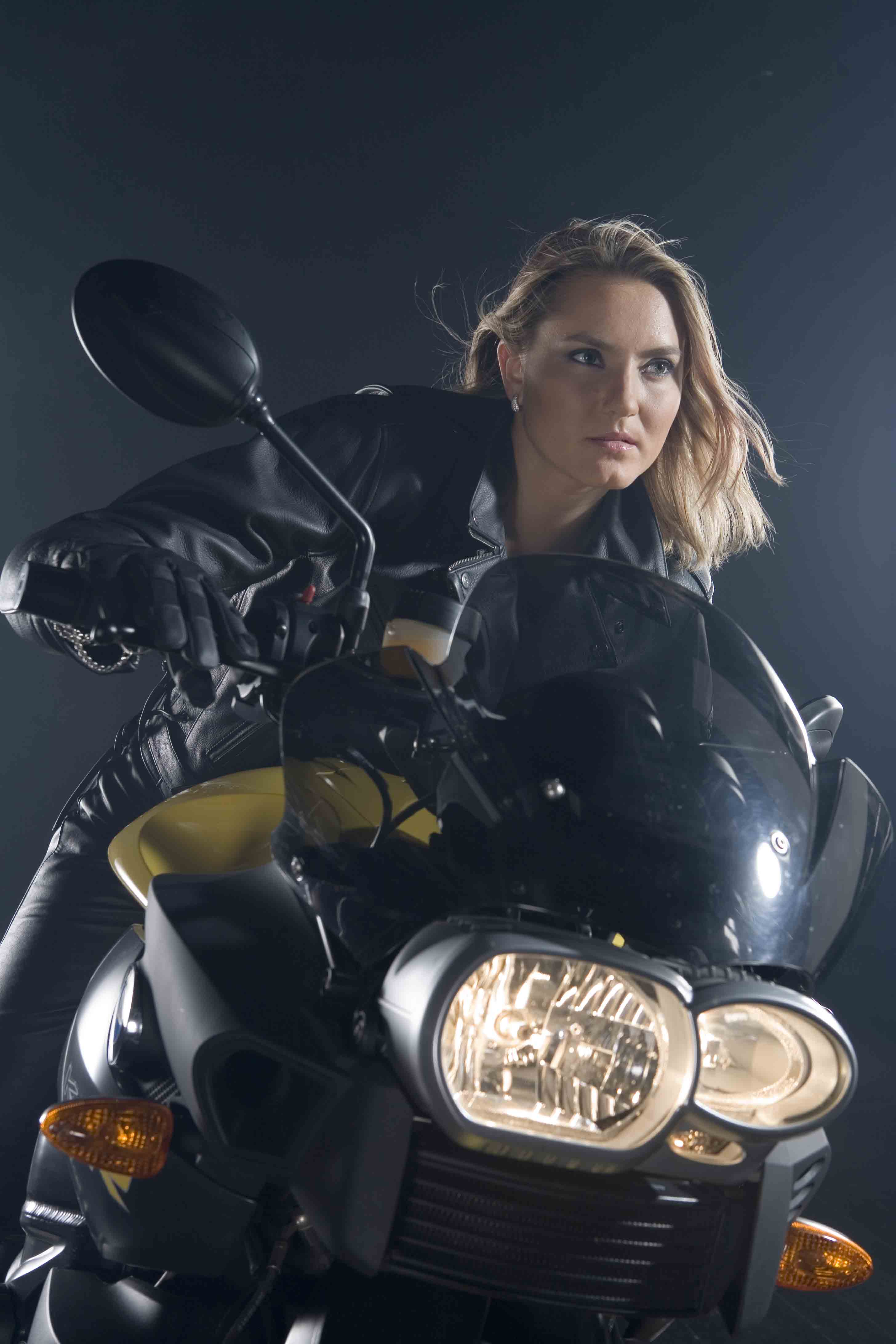
Победительница парного турнира у женщин — россиянка Надежда Петрова.

#### Одиночный разряд
Тейлор Дент обыграл  Саргиса Саргсяна со счётом 7-6(5), 6-4.
- Дент выигрывает свой третий титул в году и 4й за карьеру.

#### Парный разряд
Махеш Бхупати /  Максим Мирный обыграли  Уэйна Блэка /  Кевина Ульетта со счётом 6-3, 7-5.
- Бхупати выигрывает 4й титул в сезоне и 30й за карьеру.
- Мирный выигрывает 5й титул в году и 18й за карьеру.

### Женщины

#### Одиночный разряд
Анастасия Мыскина обыграла  Амели Моресмо со счётом 6-2, 6-4.
- Мыскина выигрывает свой 4й титул в сезоне и 6й за карьеру.

#### Парный разряд
Надежда Петрова /  Меганн Шонесси обыграли  Анастасию Мыскину /  Веру Звонарёву со счётом 6-3, 6-4.
- Петрова и Шонесси выигрывают свои первые титулы в году и 4е за карьеру.